# روجر هوي (لاعب كرة قدم)
روجر هوي (بالإنجليزية: Roger Hoy)‏ هو لاعب كرة قدم بريطاني، ولد في 6 ديسمبر 1946 في بوبلار ‏ في المملكة المتحدة، وتوفي في 9 نوفمبر 2018. لعب مع توتنهام هوتسبير وكارديف سيتي وكريستال بالاس ونادي لوتون تاون.